# Leucochrysa alloneura
Leucochrysa alloneura är en insektsart som först beskrevs av Banks 1946.  Leucochrysa alloneura ingår i släktet Leucochrysa och familjen guldögonsländor. Inga underarter finns listade i Catalogue of Life.